# Нур-ілі
Нур-ілі — цар Ашшура першої половини XV століття до н. е.
Правив під верховною владою мітаннійського царя.